# Højhuse i Københavns Kommune
Højhuse i København er en samlet betegnelse for højere bygninger med etageinddelinger beliggende i Københavns Kommune.